# Partizánske
Partizánske är en stad i distriktet Partizánske i regionen  Trenčín i västra Slovakien.

## Geografi
Staden ligger på 195 meters höjd och har en area på 22,31 km². Den har ungefär 22 600 invånare (2017).